# Interzonenturnier Las Palmas 1982
Das Interzonenturnier Las Palmas 1982 wurde im Juli 1982 als Rundenturnier mit 14 Teilnehmern in Las Palmas de Gran Canaria ausgetragen. Es wurde vom Weltschachbund FIDE organisiert und sollte zwei weitere Teilnehmer der Kandidatenwettkämpfe zur Schachweltmeisterschaft 1984 ermitteln. 

## Abschlusstabelle
|    | Teilnehmerin       | 01 | 02 | 03 | 04 | 05 | 06 | 07 | 08 | 09 | 10 | 11 | 12 | 13 | 14 | Punkte |
| -- | ------------------ | -- | -- | -- | -- | -- | -- | -- | -- | -- | -- | -- | -- | -- | -- | ------ |
| 01 | Zoltán Ribli       |    | 1  | ½  | 1  | ½  | ½  | 1  | ½  | ½  | ½  | ½  | 1  | 1  | ½  | 9      |
| 02 | Wassili Smyslow    | 0  |    | 1  | 0  | ½  | ½  | ½  | ½  | 1  | 1  | 1  | ½  | 1  | 1  | 8½     |
| 03 | Mihai Șubă         | ½  | 0  |    | 0  | ½  | 1  | 1  | 1  | ½  | 1  | 1  | ½  | 1  | 0  | 8      |
| 04 | Wolodymyr Tukmakow | 0  | 1  | 1  |    | 1  | ½  | ½  | 0  | 1  | ½  | 0  | ½  | ½  | 1  | 7½     |
| 05 | Tigran Petrosjan   | ½  | ½  | ½  | 0  |    | 1  | ½  | ½  | ½  | 1  | ½  | 1  | ½  | ½  | 7½     |
| 06 | Jan Timman         | ½  | ½  | 0  | ½  | 0  |    | ½  | 1  | 1  | ½  | 0  | ½  | ½  | 1  | 6½     |
| 07 | Bent Larsen        | 0  | ½  | 0  | ½  | ½  | ½  |    | 0  | 0  | ½  | 1  | 1  | 1  | 1  | 6½     |
| 08 | József Pintér      | ½  | ½  | 0  | 1  | ½  | 0  | 1  |    | 0  | ½  | ½  | ½  | ½  | ½  | 6      |
| 09 | Jonathan Mestel    | ½  | 0  | ½  | 0  | ½  | 0  | 1  | 1  |    | 0  | 1  | ½  | 0  | 1  | 6      |
| 10 | Lew Psachis        | ½  | 0  | 0  | ½  | 0  | ½  | ½  | ½  | 1  |    | ½  | ½  | ½  | 1  | 6      |
| 11 | Lars Karlsson      | ½  | 0  | 0  | 1  | ½  | 1  | 0  | ½  | 0  | ½  |    | ½  | ½  | ½  | 5½     |
| 12 | Slim Bouaziz       | 0  | ½  | ½  | ½  | 0  | ½  | 0  | ½  | ½  | ½  | ½  |    | ½  | 1  | 5½     |
| 13 | Jaime Sunye Neto   | 0  | 0  | 0  | ½  | ½  | ½  | 0  | ½  | 1  | ½  | ½  | ½  |    | 1  | 5½     |
| 14 | Walter Browne      | ½  | 0  | 1  | 0  | ½  | 0  | 0  | ½  | 0  | 0  | ½  | 0  | 0  |    | 3      |